# Annie Baker
Annie Baker (ur. 1981 w Cambridge) – amerykańska dramatopisarka. 
Laureatka Nagrody Pulitzera. Wyróżnienie to otrzymała za sztukę The Flick w 2014. Studiowała na wydziale artystycznym New York University. Dyplom z dramaturgii uzyskała w 2003. Obecnie wykłada na Barnard College.